# Lethrus shakhristanicus
Lethrus shakhristanicus là một loài bọ cánh cứng trong họ Geotrupidae. Loài này được Nikolajev miêu tả khoa học năm 2003.